# 아이시어스
아이시어스(주)는 현대산업개발그룹의 계열사로 2011년 7월 1일에 창립됐다. 비즈니스 프로세스를 웹 기반의 클라우드 컴퓨팅으로 제공하는 IT서비스 전문회사이다.

## 같이 보기
- 아이파크
- 현대산업개발
- 현대산업개발그룹